# حسن ناظم
حسن ناظم  ناقد ومترجم وأستاذ جامعيّ عراقيّ. يشغل منصب وزير الثقافة والسياحة والآثار في العراق من حزيران 2020م. عمل في السلك الأكاديمي منذ العام 1996، فدرّس اللغة العربية وآدابها في جامعات ومعاهد عربية، وأشرف على أطروحات أكاديمية وبحوث في جامعات عربية وبعض مراكز البحوث الغربية، كما كتب مقرراً دراسياً ودرّسه للكلية الإسلامية للدراسات العليا وجامعة ميدلسكس في لندن. قام بتدريس الأدب الحديث والبلاغة ومواد أخرى ذات صلة باللغة العربية وآدابها.

## العمل
وزير الثقافة والسياحة والآثار - العراق
باحث زائر في جامعة جورج تاون.
مدير كرسي اليونسكو في جامعة الكوفة.

## مؤلفاته
1. الشعرية المفقودة: ( تحرير وتقديم) دراسات وشهادات عن الشاعر محمود البريكان (1929-2002)، دار الجمل، ألمانيا، 2010.
2. النص والحياة، دار المدى، دمشق، 2008.
3. المجتمع المدني: تاريخ نقدي (إعداد)،، معهد الدراسات الستراتيجية، بيروت، 2007.
4. أنسنة الشعر: مدخل إلى حداثة أخرى، فوزي كريم نموذجاً، المركز الثقافي العربي، بيروت، 2006.
5. البنى الأسلوبية: دراسة في «أنشودة المطر» للسياب، المركز الثقافي العربي، بيروت، 2002.
6. - مفاهيم الشعرية: دراسة في الأصول والمنهج والمفاهيم، المركز الثقافي العربي، بيروت، 1994 (الطبعة الأولى). المؤسسة العربية للدراسات والنشر، بيروت، 2003 (الطبعة الثانية).

```
7. شعرية العابث، دار الرافدين، بيروت، 2019.
```

## الكتب المترجمة
قام بالاشتراك مع علي حاكم صالح بترجمة الكتب الآتية:
1. غادامير، هانز جورج، التلمذة الفلسفية (السيرة الذاتية لغادامير)، يصدر في 2011، دار الجديد المتحدة، بيروت.
2. إهرنبيرغ، جون، المجتمع المدني: التاريخ النقدي للفكرة، المنظمة العربية للترجمة، بيروت، 2008.
3. غادامير، هانز جورج، الحقيقة والمنهج، دار الكتاب الجديد المتحدة، بيروت. 2007.
4. غادامير، هانز جورج، طرق هيدغر، دار الكتاب الجديد المتحدة، بيروت، 2007.
5. سليمان، سوزان وكروسمان، إنجي، القارئ في النص: مقالات في الجمهور، دار الكتاب الجديد المتحدة، بيروت، 2007.
6. سلفرمان، هيو، نصّيات بين الهرمنوطيقا والتفكيكية، المركز الثقافي العربي، بيروت، 2002.
7. جدنز، أنطوني، عالم جامح: كيف تعيد العولمة تشكيل حياتنا، المركز الثقافي العربي، بيروت، 2002. (بالاشتراك مع الدكتور عباس كاظم)
8. غادامير، هانز جورج، بداية الفلسفة، دار الكتاب الجديد المتحدة، بيروت، 2002.
9. ياكوبسون، رومان، الاتجاهات الأساسية في علم اللغة، المركز الثقافي العربي، بيروت، 2002.
10. تومبكنز، جين، نقد استجابة القارئ، المجلس الأعلى للثقافة والفنون، القاهرة، 1999.
11. ياكوبسون، رومان، ستّ محاضرات في الصوت والمعنى، المركز الثقافي العربي، بيروت، 1994.